# Водосбор обыкновенный
Водосбо́р обыкнове́нный, или Аквиле́гия обыкнове́нная (лат. Aquilégia vulgáris) — многолетнее травянистое растение, вид рода Водосбор (Aquilegia) семейства Лютиковые (Ranunculaceae). Растение активно используется в декоративном садоводстве, выведено множество сортов.

## Ботаническое описание

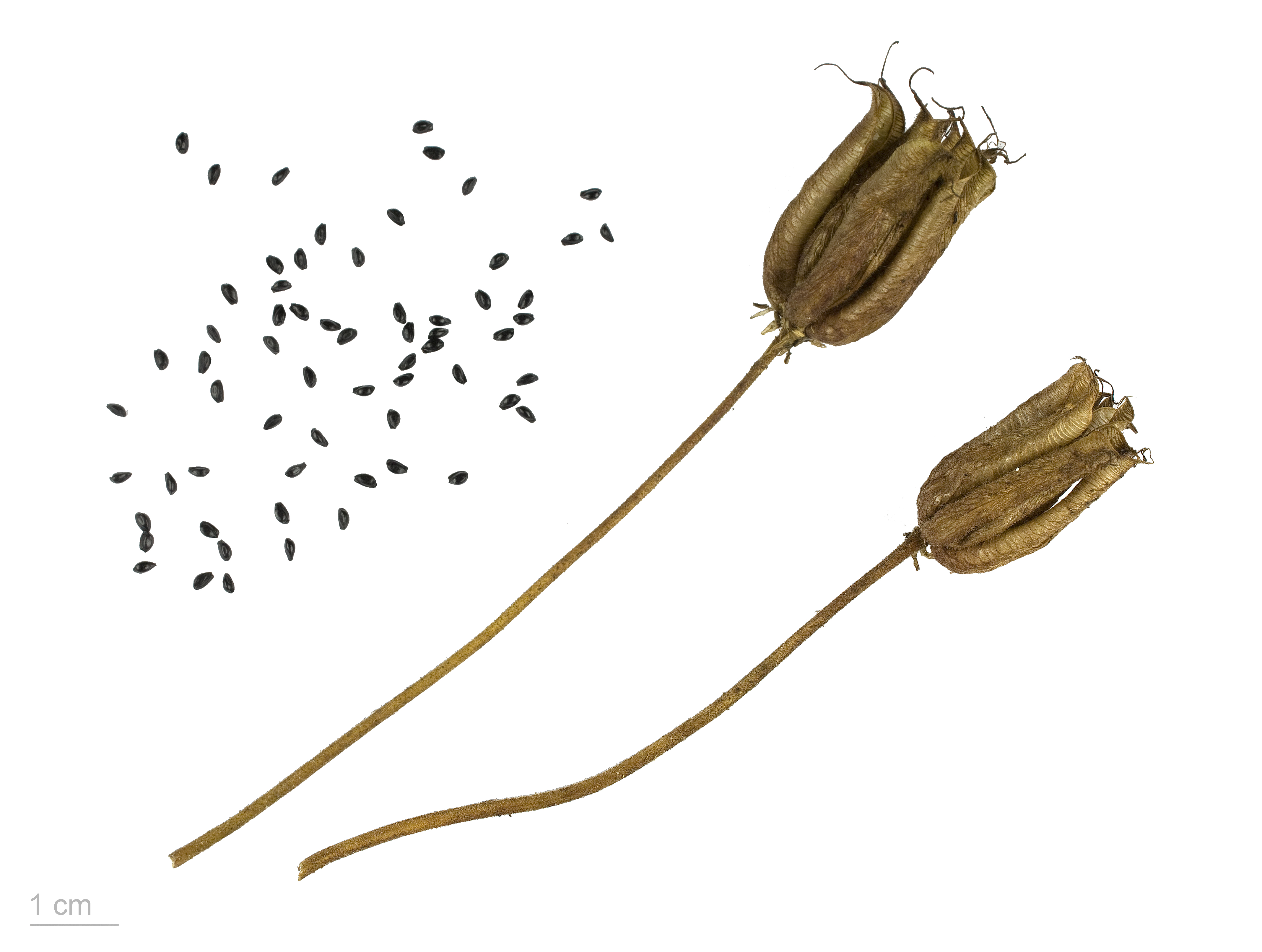
Плоды и семена

Стебель ветвистый в верхней части, голый или опушённый, высотой 30—70 см.
Листья снизу светлее, чем сверху, иногда сизоватые, опушённые. Прикорневые листья дважды тройчатые, на длинных черешках, состоят из округло-клиновидных листочков 2,5—5 см длиной и 1,5—2 см шириной. Стеблевые на коротких черешках, такой же формы.
Цветки синего, розового, лилового, красного или, редко, белого цвета, 4—5 см в диаметре. Лепестки около 3 см длиной и 1 см шириной, тупые, с толстыми крючковидно загнутыми на конце шпорцами. Чашелистики 1,5—2,5 см длиной, реснитчатые, яйцевидной или овально-ланцетной формы. Формула цветка: {\displaystyle \ast K_{5}\;C_{5}\;A_{\infty }\;G_{5-15}}.
Завязи железистые, пушистые, в количестве 5—8.
Семена блестящие, чёрные.

## Распространение и экология
Ареал вида охватывает средние и южные районы Европы, Скандинавию. Завезён в Северную Америку.
На территории России встречается в европейской части и в Западной Сибири; указан для Камчатского края.
Произрастает на лугах, в лесах и парках, иногда на песчаной почве.

## Значение и использование
Растение ядовито.
В свежем виде содержит значительное количество синильной кислоты, после сушки остаются лишь её следы. В семенах содержится 13,6 % масла. Обладает инсектицидными свойствами.

### В цветоводстве
Часто используется в садах как декоративное, выведено множество садовых форм, различающихся формой и цветом цветков.
В культуре с 1373 года.
Цветёт в июне — июле. Имеет декоративные разновидности с белыми, розовыми или фиолетовыми цветками.
Зимостойка до −35 °C. Аквилегия обыкновенная легко дичает и часто встречается по заброшенным паркам, лесам и лугам, прилегающим к старинным усадьбам. В культуре вид обычно представлен садовыми формами, полумахровыми и бесшпорцевыми (звездчатыми или стеллятными) — Aquilegia vulgaris var. stellata hort.
Основные формы и сорта аквилегии обыкновенной:
- Flore Pleno Black — до 80 см высотой, цветки махровые тёмно-красные, почти чёрные;
- 'Granny’s Bonnet' — цветки розово-фиолетовые махровые; махровость создаётся за счёт увеличения числа лепестков венчика;
- Nivea — цветки сине-фиолетовые с белыми полосами;
- 'Peachy Woodside' — кусты до 75 см, цветки персиково-розовые, листья желтоватые;
- 'Pom Crimson' — цветки махровые, буроватые с белым центром;
- 'Silver Edge' — цветки розовато-лиловые, листья с белым краем или целиком беловатые;
- Aquilegia vulgaris var. stellata ('Green Apples') — цветки беловато-зелёные;
- 'Woodside Double' — цветки махровые, пурпурно-голубые.
- Аквилегия обыкновенная 'Винки' (Aquilegia vulgaris 'Winky'). Используется не только для выращивания в открытом грунте, но и в горшочной культуре. Куст компактный, высотой 35—50 см. Над плотной «подушкой» листьев на крепких прямостоячих цветоносах букетом возвышаются многочисленные темно-розовые, бело-фиолетовые цветки (4,5—5,5 см в диаметре). Цветки направлены вверх. Отличается высокой зимостойкостью.
- Aquilegia vulgaris plena 'Ruby Port'. Высота растения 90—110 см. Цветки махровые, диаметром до 4,5 см, тёмно-красные[6].

## Классификация

### Таксономия
Aquilegia vulgaris L., 1753, Sp. Pl. : 533
Вид Водосбор обыкновенный относится к роду Водосбор (Aquilegia) семейства Лютиковые (Ranunculaceae) порядка Лютикоцветные (Ranunculales). Таксономическая схема в соответствии с Системой APG IV по состоянию на декабрь 2023 года:
|  |                                      |  |                                   |                                   |                     |  | ещё 6 семейств | ещё 6 семейств |                           |  |  |  | еще 128 подтвержденных видов и 34 вида, ожидающих подтверждения |
|  |                                      |  |                                   |                                   |                     |  | ещё 6 семейств | ещё 6 семейств |                           |  |  |  | еще 128 подтвержденных видов и 34 вида, ожидающих подтверждения |
|  |                                      |  |                                   | порядок Лютикоцветные             |                     |  |                |                | род Водосбор              |  |  |  |                                                                 |
|  |                                      |  |                                   | порядок Лютикоцветные             |                     |  |                |                | род Водосбор              |  |  |  |                                                                 |
|  | отдел Цветковые, или Покрытосеменные |  |                                   |                                   | семейство Лютиковые |  |                |                | вид Водосбор обыкновенный |  |  |  |                                                                 |
|  | отдел Цветковые, или Покрытосеменные |  |                                   |                                   | семейство Лютиковые |  |                |                |                           |  |  |  |                                                                 |
|  |                                      |  | ещё 63 порядка цветковых растений | ещё 63 порядка цветковых растений |                     |  |                | ещё 53 рода    | ещё 53 рода               |  |  |  |                                                                 |
|  |                                      |  |                                   | ещё 63 порядка цветковых растений |                     |  |                |                | ещё 53 рода               |  |  |  |                                                                 |

### Синонимы
- Aquilegia alba Huftelen
- Aquilegia arbascensis Timb.-Lagr.
- Aquilegia bertolonii var. parviflora Huter, Porta & Rigo
- Aquilegia collina Jord.
- Aquilegia corniculata Vill.
- Aquilegia cornuta Gilib.
- Aquilegia cyclophylla Jeanb. & Timb.-Lagr.
- Aquilegia dumeticola Jord.
- Aquilegia ebneri Zimm.
- Aquilegia ecalcarata Steud.
- Aquilegia eynensis Brühl
- Aquilegia glaucescens Baker
- Aquilegia glaucophylla Steud.
- Aquilegia huteri Borbás
- Aquilegia inversa Mill.
- Aquilegia longisepala Zimmeter
- Aquilegia mollis Jeanb. ex Timb.-Lagr.
- Aquilegia nemoralis Jord.
- Aquilegia nigricans var. ebneri (Zimmeter) Beck
- Aquilegia nivea Baumg. ex Baker
- Aquilegia ochroleuca Baumg. ex Schur
- Aquilegia platysepala Rchb.
- Aquilegia plena hort. ex Steud.
- Aquilegia praecox Jord.
- Aquilegia recticornu Brühl
- Aquilegia ruscinonensis Timb.-Lagr. & Jeanb.
- Aquilegia silvestris Neck.
- Aquilegia speciosa Timb.-Lagr.
- Aquilegia stellata hort. ex Steud.
- Aquilegia subalpina Boreau
- Aquilegia sylvestris Schur
- Aquilegia versicolor Salisb.
- Aquilegia vulgaris f. aggericola (Jord.) Rouy & Foucaud
- Aquilegia vulgaris f. arbascensis (Timb.-Lagr.) Rouy & Foucaud
- Aquilegia vulgaris f. collina (Jord.) Rouy & Foucaud
- Aquilegia vulgaris f. cornuta Rapaics
- Aquilegia vulgaris f. cyclophylla (Jeanb. & Timb.-Lagr.) Rouy & Foucaud
- Aquilegia vulgaris f. dumeticola (Jord.) Rouy & Foucaud
- Aquilegia vulgaris f. mollis (Jeanb. ex Timb.-Lagr.) Rouy & Foucaud
- Aquilegia vulgaris f. nemoralis (Jord.) Rouy & Foucaud
- Aquilegia vulgaris f. praecox (Jord.) Rouy & Foucaud
- Aquilegia vulgaris f. ruscinonensis (Jeanb. & Timb.-Lagr.) Rouy & Foucaud
- Aquilegia vulgaris f. subalpina (Boreau) Rouy & Foucaud
- Aquilegia vulgaris subsp. hispanica (Willk.) Heywood
- Aquilegia vulgaris subsp. subalpina (Boreau) B.Bock
- Aquilegia vulgaris var. aggericola (Jord.) Gürke
- Aquilegia vulgaris var. albiflora Schur
- Aquilegia vulgaris var. arbascensis (Timb.-Lagr.) Gürke
- Aquilegia vulgaris var. collina (Jord.) Gürke
- Aquilegia vulgaris var. corniculata (Vill.) Steud.
- Aquilegia vulgaris var. cyclophylla (Jeanb. & Timb.-Lagr.) Gürke
- Aquilegia vulgaris var. dumeticola (Jord.) Gürke
- Aquilegia vulgaris var. ebneri (Zimmeter) Beck
- Aquilegia vulgaris var. elegans C.Pope ex Steud.
- Aquilegia vulgaris var. eynensis Brühl
- Aquilegia vulgaris var. glabella Schur
- Aquilegia vulgaris var. glabra Heuff.
- Aquilegia vulgaris var. glandulosopilosa Schur
- Aquilegia vulgaris var. hispanica Willk.
- Aquilegia vulgaris var. huteri Fiori
- Aquilegia vulgaris var. incisa Beck
- Aquilegia vulgaris var. longisepala (Zimmeter) Brühl
- Aquilegia vulgaris var. longisepala (Zimm.) Gürke
- Aquilegia vulgaris var. mollis (Jeanb. ex Timb.-Lagr.) Gürke
- Aquilegia vulgaris var. nemoralis (Jord.) Gürke
- Aquilegia vulgaris var. nivea (Baumg. ex Baker) Rchb.
- Aquilegia vulgaris var. notabilis Beck
- Aquilegia vulgaris var. ochroleuca Schur
- Aquilegia vulgaris var. parviflora Schur
- Aquilegia vulgaris var. platysepala (Rchb.) Mert.
- Aquilegia vulgaris var. praecox (Jord.) Gürke
- Aquilegia vulgaris var. pratensis Kitt.
- Aquilegia vulgaris var. pseudoatrata Erdner
- Aquilegia vulgaris var. rifiensis Pau
- Aquilegia vulgaris var. ruscinonensis (Timb.-Lagr. & Jeanb.) Gürke
- Aquilegia vulgaris var. stellata Schur
- Aquilegia vulgaris var. subalpina (Boreau) Zimmeter
- Aquilegia vulgaris var. subtomentosa Čelak.
- Aquilegia vulgaris var. sylvestris Schur
- Aquilegia vulgaris var. varia Neilr.
- Aquilegia winterbottomiana Brühl
- Aquilina vulgaris Bubani